# Вулиця Вокзальна (Буча)
Ву́лиця Вокза́льна  — одна з головних вулиць міста Буча. Пролягає від межі міста та річки Буча (слугує продовженням вулиці Соборна міста Ірпінь) до межі міста з селищем Гостомель (природною межею є річка Рокач). 

Погруддя Т. Шевченкова. Позаду — школа інтернат

Погруддя Т. Шевченка

Прокладена на поч. 20 ст. під сучасною назвою на місці давньої дороги, що сполучала села Романівка, Яблунька та містечко Гостомель. Нині є важливою транспортною магістраллю, що сполучає міста Ірпінь, Буча та селище Гостомель.
Прилучаються вулиці Яблунська, Садова, Сковороди, Тарасівська, Левка Лук'яненка, Любові Панченко, Енергетиків, Києво-Мироцька, Нове шосе, Мрії, Шевченка, Інститутська, Богдана Ступки та вулиця Сергія Мазіна.
В 2008 Бучанська міська рада вирішила знайти місце для встановлення пам'ятного знаку Тарасу Шевченку. В серпні 2010 розпочалися роботи по облаштуванню скверу і встановлення пам'ятника поблизу Бучанської спеціалізованої школи-інтернату з боку вулиці Вокзальної.. Там же організована і бульварна частинка. Навколо пам'ятного знаку є чаша, оздоблена орнаментом у стилі пам'ятника. Пам'ятник відкрито 9 вересня 2010 року за участі Президента України Віктора Януковича та інших урядовців.